# Zeadelium lentum
Zeadelium lentum là một loài bọ cánh cứng trong họ Tenebrionidae. Loài này được Broun miêu tả khoa học đầu tiên năm 1880.